# Notamacropus rufogriseus
Il wallaby dal collo rosso o wallaby di Bennet (Notamacropus rufogriseus (Desmarest, 1817)) è un Macropodide di medie dimensioni piuttosto comune nelle regioni più temperate e fertili dell'Australia orientale. Essendo una delle più grandi specie di wallaby, viene spesso scambiato per un canguro. I maschi possono pesare più di 20 kg ed essere lunghi 90 cm.
I wallaby dal collo rosso si possono riconoscere facilmente per il colore nero del naso e delle zampe, per la presenza di una striscia bianca sul labbro superiore e per il mantello grigio brizzolato con una zona di colore rossastro sulle spalle.
Il wallaby dal collo rosso è diffuso nelle boscaglie costiere e nelle foreste di sclerofille di tutta l'Australia orientale, da Rockhampton, nel Queensland, fino ai confini con l'Australia Meridionale; vive inoltre in Tasmania e su molte isole dello Stretto di Bass (sebbene non si sappia se si tratti di popolazioni indigene o dei discendenti di esemplari introdotti dall'uomo).
In Tasmania, nelle regioni nord-orientali del Nuovo Galles del Sud e in quelle costiere del Queensland, il numero di questi animali è notevolmente aumentato nel corso degli ultimi 30 anni in seguito alla riduzione della pressione venatoria e ad un parziale disboscamento delle foreste operato dall'uomo per creare una serie di pascoli dove i wallaby possono nutrirsi di notte, per poi rifugiarsi durante il giorno lungo le boscaglie adiacenti. Per ragioni tuttora ignote, non sono molto comuni nel Victoria.

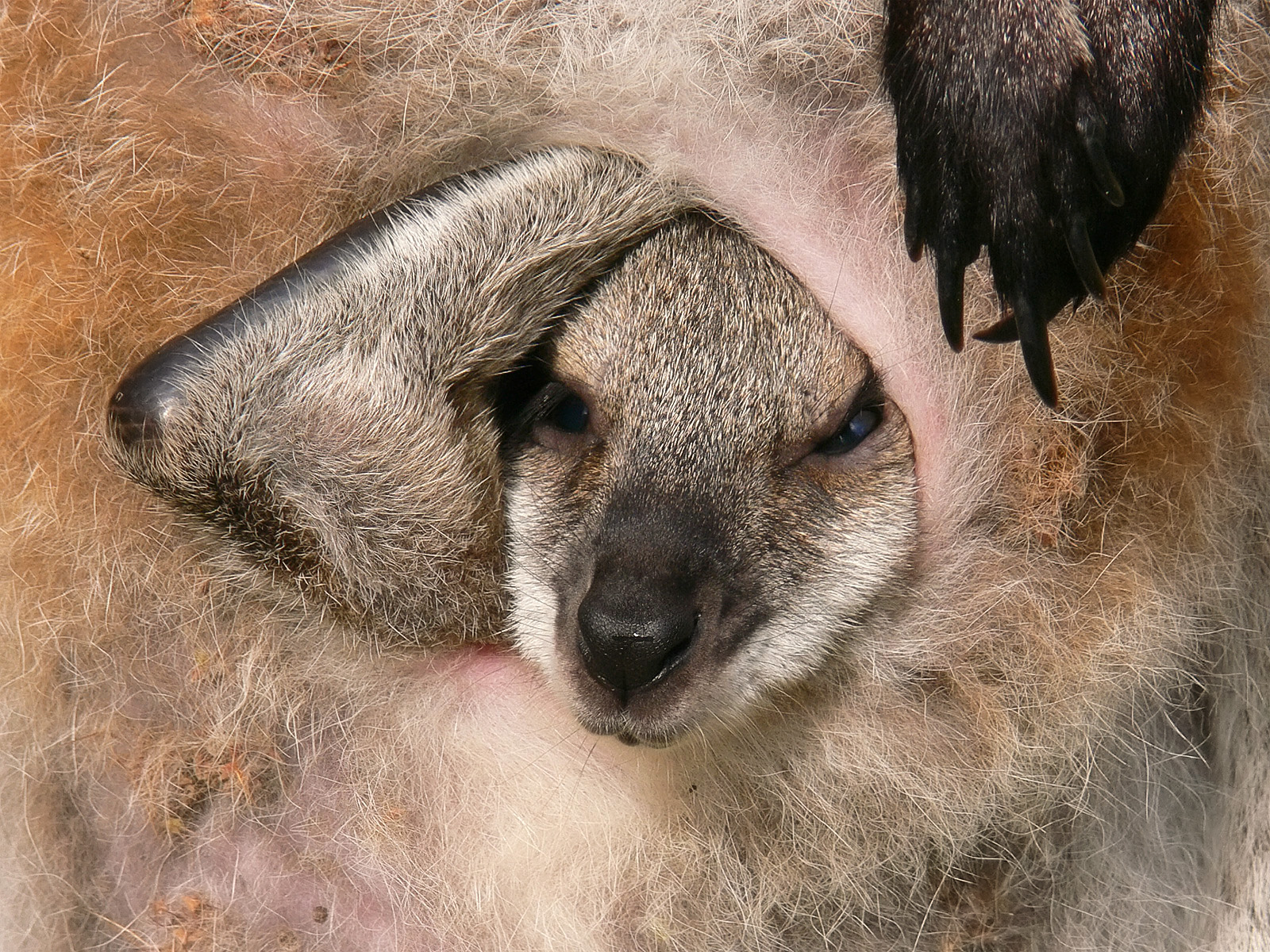
Un piccolo nel marsupio.

Come quasi tutti i Macropodidi, il wallaby dal collo rosso ha abitudini per lo più solitarie, sebbene talvolta più esemplari si possano riunire insieme, solitamente nei pressi delle aree di foraggiamento. Si nutre di notte e, soprattutto nelle giornate nuvolose, nel tardo pomeriggio, brucando generalmente erba e altri vegetali sul limitare della foresta. I principali nemici di questa e di molte altre specie di wallaby sono il dingo e la volpe rossa.
Ne esistono due sottospecie. La varietà diffusa in Tasmania, Notamacropus rufogriseus rufogriseus, nota anche come wallaby di Bennett, è più piccola (come avviene quasi sempre nelle forme insulari), ha la pelliccia più lunga e ispida, e si riproduce verso la fine dell'estate, specialmente tra febbraio e aprile. Si è adattata a vivere in prossimità dell'uomo e può essere scorta con facilità mentre pascola nei prati delle periferie di Hobart e di altre aree urbane.
La forma continentale, Notamacropus rufogriseus banksianus, invece, si riproduce in ogni periodo dell'anno. Stranamente, gli esemplari in cattività continuano a seguire i propri schemi riproduttivi: le femmine provenienti dalla Tasmania che rimangono gravide al di fuori della loro normale stagione non partoriranno fino all'arrivo dell'estate seguente, la quale può arrivare anche otto mesi dopo.

## Introduzione in altri luoghi

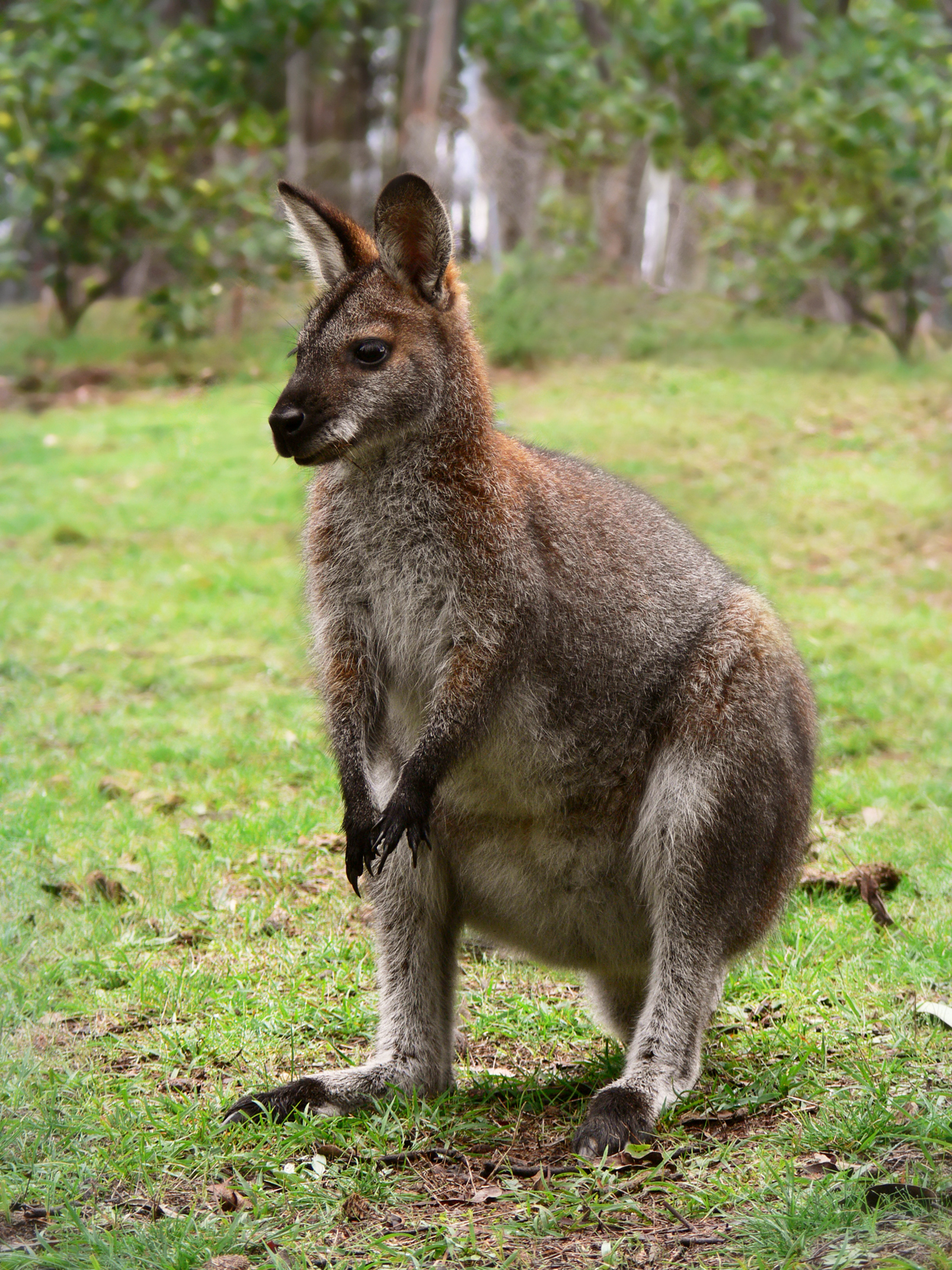
Una giovane femmina.

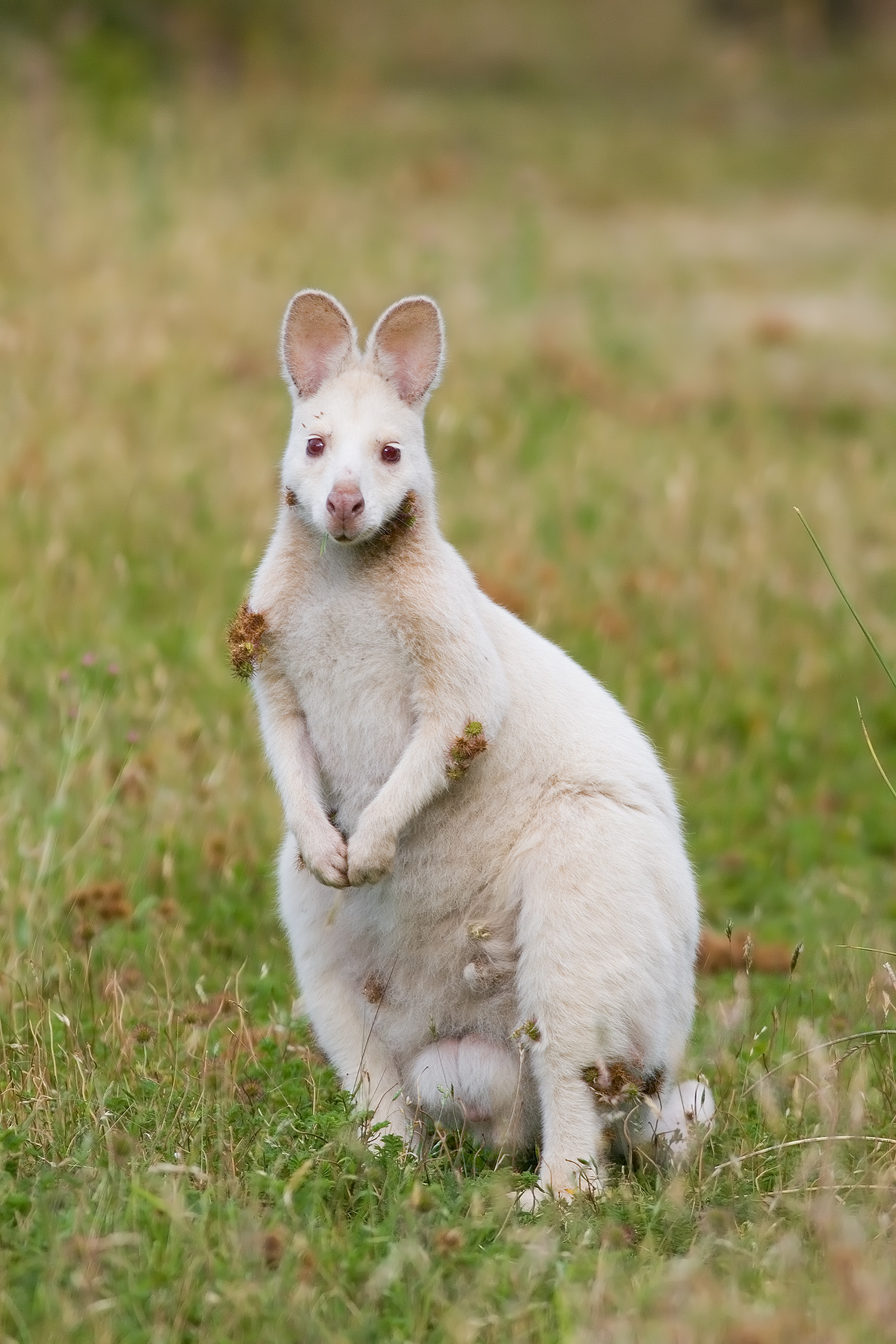
Una popolazione di esemplari albini di wallaby di Bennett vivono sull'Isola di Bruny.

Una piccola colonia di wallaby dal collo rosso è presente sull'isola di Inchconnachan, situata nel Loch Lomond, nella regione di Argyll e Bute, nel Regno Unito. Venne fondata nel 1975, quando vennero rilasciate due coppie provenienti dallo Zoo di Whipsnade; nel 1993, questi esemplari erano già saliti a 26. Altre piccole colonie di questi animali un tempo si trovavano anche in altre regioni del Regno Unito: nel Peak District, in Cumbria, e nella Foresta di Ashdown, nell'East Sussex. Fondate agli inizi del Novecento si ritiene che gli animali che le costituivano siano oramai estinti, sebbene di tanto in tanto avvengano ancora dei presunti avvistamenti.
Nel 1870, alcuni wallaby furono trasferiti dalla Tasmania a Christchurch, in Nuova Zelanda. Due femmine e un maschio di questo stock vennero in seguito rilasciati nei pressi di Te Waimate, proprietà dei primi coloni europei di Waimate. Nel 1874 gli animali furono liberati sulle Hunters Hills, dove nel corso degli anni il loro numero è aumentato a dismisura. I wallaby sono diffusi su circa 350.000 ettari di terreno delle Hunters Hills, comprendenti le Two Thumb Ranges, la Kirkliston Range e la Catena dei Grampians. Dato il loro numero, molti hanno iniziato a ritenerli animali nocivi.
Una colonia è presente anche nell'Isola di Man.